# Прша
Прша (словац. Prša) — село, громада округу Лученець, Банськобистрицький край, центральна Словаччина, регіон Новоград. Кадастрова площа громади — 3,48 км².
Населення 222 особи (станом на 31 грудня 2017 року).

## Історія
Прша згадується в 1439 році.

## Населення
| Рік:            | 1994. | 2004.   | 2014.   | 2024.    |
| --------------- | ----- | ------- | ------- | -------- |
| Кількість осіб: | 207   | 188     | 204     | 182      |
| Різниця:        |       | -9,17 % | +8,51 % | -10,78 % |

| Рік:            | 2023. | 2024.   |
| --------------- | ----- | ------- |
| Кількість осіб: | 188   | 182     |
| Різниця:        |       | -3,19 % |